# Gonda György (politikus)
Gonda György, születési és 1946-ig használt nevén Geiszler Miklós György (Szombathely, 1923. augusztus 31. – Szombathely, 2000. december 26.) jogász, környezetvédelmi, területfejlesztési, településfejlesztési szakember, főiskolai tanár, megyei tanácselnök, országgyűlési képviselő, államtitkár.

## Fiatalkori évei, tanulmányai
Geiszler Jenő (1897–1930) és Fellner Olga (1899–1944) fiaként született. 1933-ban fejezte be az elemi iskolát Ostffyasszonyfán, 1937-ben a polgári iskolát Szombathelyen. 1941 júniusában érettségizett a Szombathelyi Állami Horváth Boldizsár Kereskedelmi Középiskolában (Felső-kereskedelmi Fiúiskola). 1941 szeptemberétől két évig Szombathelyen tanonc volt Kaiser Lajos órás és aranyművesnél (Belsikátor 2.). 1943. szeptember 1-jén letette az aranyműves segédvizsgát. 1943 szeptemberétől 1944 márciusáig Nagykanizsán segéd volt a Schnitzer és Göndör cégnél. 1952-től 1955-ig a Közgazdaságtudományi Egyetem, 1962-től 1965-ig a Pécsi Tudományegyetem Állam- és Jogtudományi Karának hallgatója, 1965. március 27-én doktorrá avatták.
1944 márciusától 1945 áprilisáig munkaszolgálatos, előbb a jánosházi gettóban, majd 1944 júniusától 1944 decemberéig a kőszegi vasút építésén. 1945. január 10-én az SS Budapestre vitte, január 13-án megsebesült, kivégzését tervezték. Január 18-án megszökött, majd február 12-éig a Fő utca 30-32. sz. házakban bujkált. Márciusban pártmunkára jelentkezett. Édesanyja Auschwitzban halt meg.

## Közéleti-politikai pályafutása
1943-tól 1945-ig a Magyarországi Szociáldemokrata Párt szombathelyi szervezetének tagja volt. 1945 áprilisától 1948. június 11-ig a Magyar Kommunista Párt Vas megyei szervezetének tagja, 1945 és 1952 között Vas és Győr megyékben pártfunkcionárius, 1945 áprilisától Ostffyasszonyfán a Nemzeti Bizottság titkára, a nyár és az ősz folyamán Celldömölkön a járási rendőrkapitányság politikai osztályának szervezője, majd az MKP pártiskolájának hallgatója volt. 1945 decemberétől Sárváron vezető propagandista, valamint a párthetilap szerkesztője. 1946 elején két hónapig ismét pártiskolai hallgató. 1946 tavaszától a Vas Megyei Pártbizottság agitációs felelőse, december 13-ától titkárhelyettese, 1947-től szervező titkára.
1948. június 12-étől 1949 nyaráig a Magyar Dolgozók Pártja Vas Megyei Bizottságának tagja. 1948 őszétől 1949-ig hat hónapos pártiskola hallgatója. 1948-tól a Vas vármegyei törvényhatósági kisgyűlés tagja, 1949. április 20-ától a közigazgatási bizottság rendes tagja, 1949-ben az 1. sz. adóügyi albizottság póttagja. 1949 nyarától 1952-ig az MDP Győr-Sopron megyei titkára.
1952–1957-ig Budapesten különböző minisztériumokban városgazdálkodási feladatokat lát el. 1952. szeptember 9-étől 1953. július 31-éig a Helyi Ipari Minisztérium Lakásgazdálkodási Igazgatóságának főosztályvezetője, 1953. augusztus 1-jétől 1954. január 31-éig a Könnyűipari Minisztérium Lakásgazdálkodási Igazgatóságának vezetője, 1954. február 1-jétől 1957 januárjáig a Város- és Községgazdálkodási Minisztérium Lakásgazdálkodási Főigazgatóságának főosztályvezetője, majd főigazgatója. 1956. november 12-én megbízást kap a fővárosi épületkárok felmérésére. 1956-tól 1989-ig a Magyar Szocialista Munkáspárt tagja. 1957. január 1-jétől 1957. augusztus 31-éig a Magyar Forradalmi Munkás-Paraszt Kormány Titkárságán, 1957. szeptember 1-jétől 1957. november 20-áig az Építésügyi Minisztériumban főosztályvezető.
1957. november 21. és 1978. június 20. között Vas Megye Tanácsának elnöke. 1957. december 11-étől a megyei tanács Végrehajtó Bizottságának elnöke. 1958. november 16-ától 1963. február 23-áig országgyűlési pótképviselő  , 1963. február 24. és 1980. június 8. között Vas Megye országgyűlési képviselője. 1965–1978-ig az Országgyűlés jogi, igazgatási és igazságügyi bizottságának tagja, 1967–től a bizottság elnöke.
1967. április 18. és július 16. között Moszkvában a Szovjetunió Kommunista Pártja Központi Bizottsága három hónapos továbbképző tanfolyamának, 1974. április és június között az SZKP KB pártfőiskola két hónapos továbbképző tanfolyamának hallgatója.
1978. június 20. és 1984. június 30. között államtitkárként az Országos Környezetvédelmi– és Természetvédelmi Hivatal elnöke, három évig a KGST Környezetvédelmi, Tudományos és Műszaki Együttműködési Bizottságának soros elnöke.
1985–1990-ig között a szombathelyi Berzsenyi Dániel Tanárképző Főiskolán a környezetvédelem tantárgy oktatója, az Veszprémi Területi Bizottsága Területfejlesztési és Településtudományi Szakbizottságának vezetője. 1985-ben Pro Natura emlékéremmel ismerték el tevékenységét. 1987 és 1990 között a Tudományos Ismeretterjesztő Társulat Vas megyei elnöke.
1989-től haláláig a Magyar Szocialista Párt tagja.
1988-tól Sárvár díszpolgára a város fejlesztése érdekében végzett kiemelkedő munkájáért, 2000-ben Szombathely Kultúrájáért Életmű-díjat kapott. Kiemelten támogatta Bartók Béla, Berzsenyi Dániel és Derkovits Gyula kultuszát, az ő nevéhez fűződik a Szombathelyi Képtár létrehozása, 1995-ben a Bartók Fesztivál Barátainak Köre első elnökévé választották.
Kurtág György 2001-ben zeneművet írt tiszteletére (Jelek, játékok és üzenetek vonósokra - Gonda György emlékezete).

## További hivatkozások
- Sárvár Anno – képgaléria (fekete-fehér)